# 千音寺料金所
千音寺料金所（せんのんじりょうきんじょ）とは、愛知県名古屋市中川区吉津にある名古屋高速道路名古屋高速5号万場線の本線料金所である。
料金所は東行（名古屋高速都心環状線方面）のみ設置されている。また、東名阪自動車道からのブースと名古屋第二環状自動車道・千音寺入口からのブースは分けられている。

## 料金所

### 都心環状方面（東名阪から）
- レーン数：3
  - ETC専用：1
  - ETC/一般：1
  - 一般（精算機）：1

### 都心環状方面（名二環・千音寺入口から）
- レーン数：3
  - ETC専用：2
  - 一般：1

## 利用台数
名古屋市統計年鑑による利用台数の推移
| 1991年（平成3年）度  | 11959118台 |  |
| 1992年（平成4年）度  | 12500273台 |  |
| 1993年（平成5年）度  | 12241787台 |  |
| 1994年（平成6年）度  | 11964702台 |  |
| 1995年（平成7年）度  | 11100514台 |  |
| 1996年（平成8年）度  | 9575107台  |  |
| 1997年（平成9年）度  | 9574809台  |  |
| 1998年（平成10年）度 | 9094599台  |  |
| 1999年（平成11年）度 | 9012144台  |  |
| 2000年（平成12年）度 | 8960563台  |  |
| 2001年（平成13年）度 | 8778277台  |  |
| 2002年（平成14年）度 | 7915897台  |  |
| 2003年（平成15年）度 | 7805199台  |  |
| 2004年（平成16年）度 | 7520343台  |  |
| 2005年（平成17年）度 | 7811815台  |  |
| 2006年（平成18年）度 | 7948012台  |  |
| 2007年（平成19年）度 | 7700637台  |  |
| 2008年（平成20年）度 | 7083060台  |  |
| 2009年（平成21年）度 | 6825008台  |  |
| 2010年（平成22年）度 | 6926307台  |  |
| 2011年（平成23年）度 | 6742386台  |  |
| 2012年（平成24年）度 | 6895381台  |  |
| 2013年（平成25年）度 | 7159934台  |  |

## 隣
名古屋高速5号万場線
(502,512)烏森出入口 - 千音寺料金所 - (503,513)千音寺出入口 - (23)名古屋西JCT